# 京都大学大学院理学研究科附属飛騨天文台
飛騨天文台（ひだてんもんだい）とは、岐阜県高山市に所在する天文台である。大雨見山の山上にある。
正確には京都大学大学院理学研究科附属天文台の観測所の一つである。京都大学には、京都市山科区に所在する花山天文台があり、こちらは京都市民にも親しまれている公開天文台である（左京区の京大北部（理学部）キャンパス内には附属天文台分室が設置されている）。

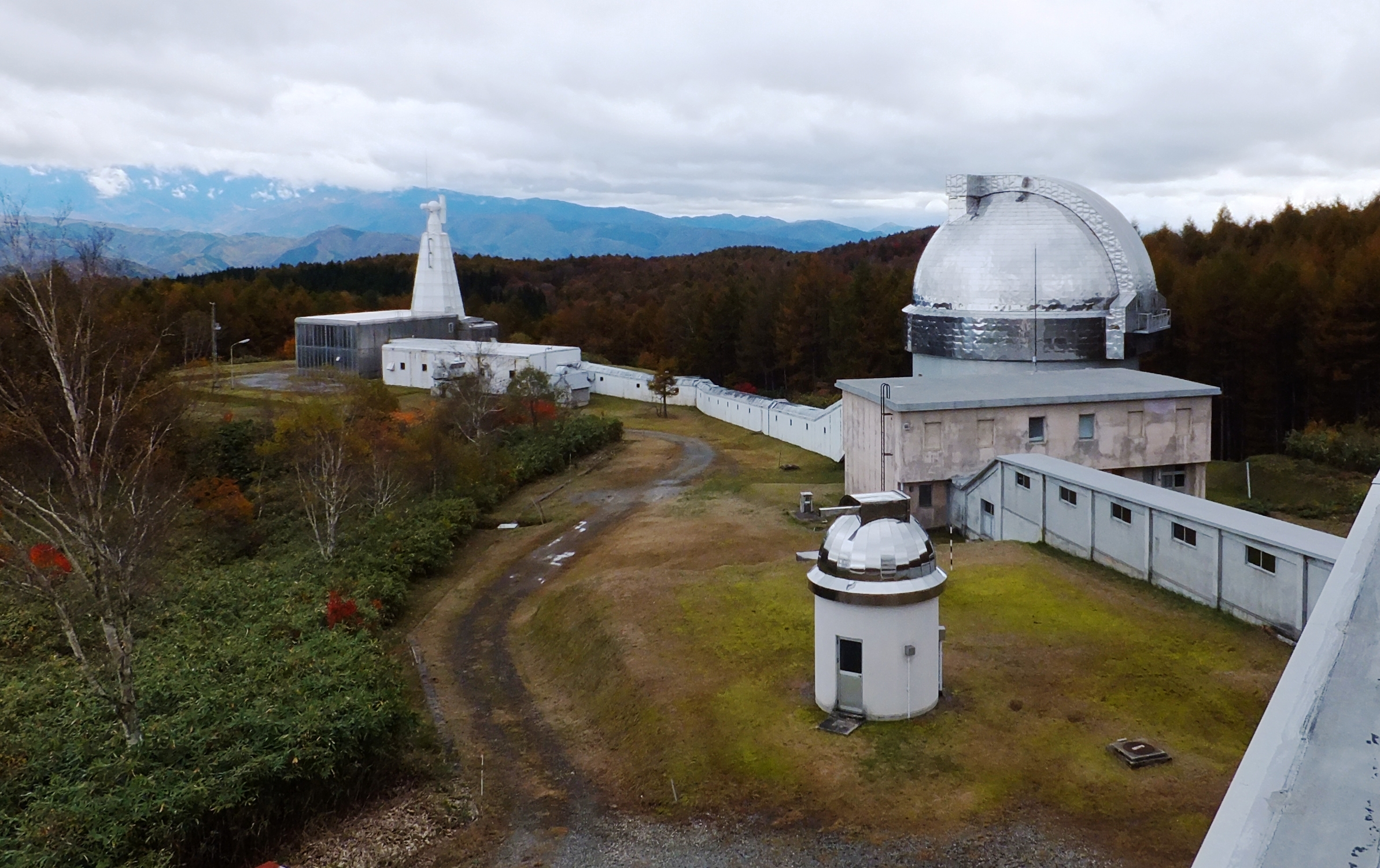

## 概要
初期には、京都大学構内に西村製作所製の小型反射望遠鏡が設置され観測が始まった。後に、兄施設である花山天文台やその附属施設である生駒山太陽観測所に、子午環や60センチ反射式望遠鏡や太陽観測専用のシーロスタット式望遠鏡などが設置され観測業務を実施してきた。
しかしながら、京都市の近代化に伴い、太陽系内天体などの精密観測が困難になってきたため、新たに岐阜県高山市の北アルプス山頂付近に天文台を設置し、60cm反射式天体望遠鏡を移設して観測業務を開始したものである。
その後、観測装置を増やし、太陽系内天体では屈指の専門観測を行う、現在の飛騨天文台になる。

## 沿革
- 1929年10月　花山天文台設立
- 1941年7月　生駒山太陽観測所設立
- 1968年11月　飛騨天文台設立　これに伴い、60cm反射望遠鏡を飛騨天文台に移設。
- 1972年3月　生駒山太陽観測所閉鎖

その後については、外部リンク参照。

## 施設概要
- 本館（研究者用の宿泊施設、データ解析室、研修室、計算機室などからなる）
- 60cm反射式天体望遠鏡
- 65cm屈折式天体望遠鏡
- Domeless Solar Telescope（略称：DST）
- Flare Monitoring Telescope（略称：FMT） 2010年3月ペルー国立イカ大学太陽ステーションに移設[1][2]。
- Solar Magnetic Activity Research Telescope（略称：SMART）

60cm反射式天体望遠鏡は、主として微光天体観測に用いられている。また、65cm屈折式天体望遠鏡は、惑星科学観測に用いられる。DSTは、口径60cmのドームレス・クーデ式太陽専用望遠鏡であり、カールツァイスによって製造された。国内では屈指の大きさの太陽像を得ることができる（太陽像投影直径2m、なお岡山天体物理観測所のクーデ望遠鏡は、口径65cmに対して1.5mだった。ドームレス・クーデ望遠鏡の特徴は、光路を真空にしてあることで、光学系内に生じる揺らぎを極限まで減らした構造になっている。）。FMT は、太陽表面における爆発現象であるフレアを捉える専用望遠鏡として設置されたが、より高性能である SMART 完成に伴い、CHAIN プロジェクトの一環として2010年3月にペルー国立イカ大学太陽ステーションに移設された。また、SMART は、2003年（平成15年）に飛騨天文台に、新規に設置された太陽観測望遠鏡であり、20cm及び25cm口径の屈折式天体望遠鏡4台からなる。
国内では、光学太陽系観測において屈指の成果を挙げている。

## 公開等
- 飛騨天文台は、国立公園内にあるため、近隣の自然破壊などへの影響を避けるため、許可が無い場合には、入山ができない。ただし、現在、年に１回主に夏季に一般公開を行っている。一般公開施設としては、京都市山科区にある花山天文台において、より広範に公開事業を行っている。
- 専用インターネット接続（岐阜県情報ハイウェイ 100Mbps を経由して、SINET3 経由で、京都大学まで回線が接続されている）によって、観測データは全国の関係研究機関からもアクセス可能であるほか、FMT や SMART の太陽画像はリアルタイムで加工され、Web 上で誰もがモニターできるようになっている。

## 所在地
- 岐阜県高山市上宝町蔵柱

### 管理運営機関
- 京都大学
  - 京都大学大学院理学研究科・理学部
    - 京都大学大学院理学研究科附属花山天文台

### 施設
- 天文台

### 観測対象
- 太陽
- 惑星